# A House Is Not a Home (singolo)
A House Is Not a Home è un famoso singolo della cantante statunitense Dionne Warwick, scritto per l'omonimo film del 1964.

## Descrizione
La canzone venne registrata da Dionne Warwick ai Bell Sound Studios di New York, nel gennaio 1964, e pubblicata come lato B del singolo You'll Never Get to Heaven (If You Break My Heart).
Il brano è costruito in Fa maggiore, ed è di genere soul tendente al jazz.

## Successo commerciale
Negli Stati Uniti il singolo riscosse un modesto successo, raggiungendo solo la 71ª posizione nella classifica Billboard Hot 100. Invece ebbe più successo in Canada, dove si inserì nella posizione n° 37 delle classifiche.

## Versione di Luther Vandross
Il cantante statunitense Luther Vandross nel 1981 registrò una cover di A House Is Not a Home, in chiave più R&B. La canzone, rivelatasi un successo clamoroso, divenne uno dei brani distintivi dell'artista.

## Successo commerciale
Il singolo venne certificato disco d'oro negli Stati Uniti, per le oltre 500.000 copie vendute.
Nel 2009, la rivista statunitense Essence ha incluso la versione di Vandross nella sua lista dei "25 migliori slow jam di tutti i tempi".
Addirittura, la performance della canzone da parte di Vandross agli NAACP Awards del 1988 avrebbe fatto piangere Dionne Warwick, nel pubblico.

## Altri utilizzi
La versione di Vandross è ritornata in auge quando nel 2004 il celebre rapper statunitense Kanye West ne ha eseguito un campionamento per la sua nota Slow Jamz, un featuring con Twista e Jamie Foxx.